# Rom 5:12

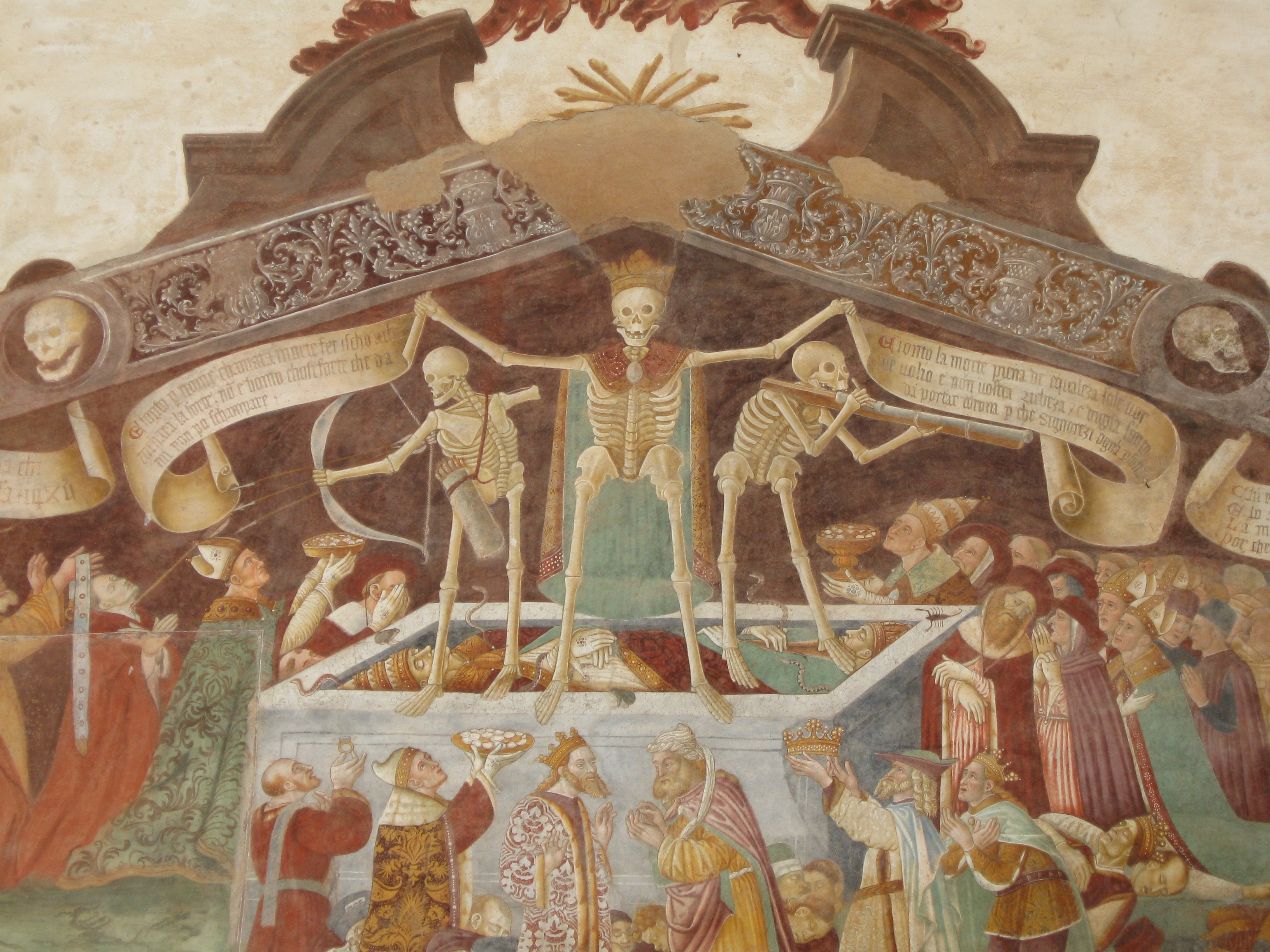
En detalj från Dödens triumf (Trionfo della morte) från kyrkan i Clusone, Italien används som omslagsbild till Rom 5:12

Rom 5:12 är Marduks tionde studioalbum. Det spelades in och mixades mellan december 2006 och januari 2007 och släpptes den 24 april 2007, via Blooddawn Productions. Omslagsbilden är en fjortonhundratalstolkning av dance macabre, dödens dans. CD-versionen innehåller ett texthäfte på 44 sidor, med bildmaterial med dödsmotiv från olika platser och tidpunkter under medeltiden. Vinylversionen och picture disc-versionen är begränsade till 500 exemplar. 
Rom 5:12 är den sista skivan med Emil Dragutinovic som trummis, då han under inspelningen av skivan ersattes av Lars Broddesson. Den ursprungliga bandmedlemmen Joakim Göthberg är med och gästsjunger på ”Cold Mouth Prayer”. Spåret ”1651” är skrivet och inspelat tillsammans med bandet Arditi.
Albumtiteln refererar till bibelversen Romarbrevet 5:12, som lyder:
| ” | Genom en enda människa kom synden in i världen, och genom synden döden, och så nådde döden alla människor därför att de alla syndade. | „ |

## Låtlista
1. ”The Levelling Dust” – 5:11
2. ”Cold Mouth Prayer” (gästsång Joakim Göthberg) – 3:28
3. ”Imago Mortis” – 8:36
4. ”Through the Belly of Damnation” – 4:19
5. ”1651” – 4:54
6. ”Limbs of Worship” – 4:24
7. ”Accuser/Opposer” (gästsång Naihmass Nemtheanga, även kallad Alan Averil) – 8:43
8. ”Vanity of Vanities” – 3:40
9. ”Womb of Perishableness” – 7:01
10. ”Voices from Avignon” – 5:08

## Medverkande
- Mortuus – sång
- Morgan Håkansson – gitarr
- Magnus "Devo" Andersson – bas
- Emil Dragutinovic – trummor (”The Levelling Dust”, ”Cold Mouth Prayer”, ”Through the Belly of Damnation”, ”Limbs of Worship”, ”Voices from Avignon”)
- Jens Gustafsson – trummor (”Imago Mortis”, ”Accuser/Opposer”, ”Womb of Perishableness”)
- Joakim Göthberg – gästsång (”Cold Mouth Prayer”)
- Naihmass Nemtheanga – gästsång (”Accuser/Opposer”)